# Jim Sturgess
James Anthony "Jim" Sturgess, född 16 maj 1978 i Wandsworth, London, är en brittisk skådespelare, som fick sitt genombrott i filmen Across the Universe från 2007.
Sturgess är även musiker och har spelat i band sedan han var 15 år gammal. Han har bland annat medverkat vid kompositioner av musiken i filmerna Crossing Over och Heartless, vilka han själv medverkar i. Han har studerat på Salford University i Manchester.

## Filmografi (i urval)
- 2003 – Ett fall för Frost: Close Encounters
- 2007 – Across the Universe
- 2008 – 21
- 2008 – Den andra systern Boleyn
- 2008 – Fifty Dead Men Walking
- 2009 – Crossing Over
- 2009 – Heartless
- 2010 – Legend of the Guardians
- 2010 – The Way Back
- 2011 – En dag
- 2012 – Ashes
- 2012 – Upside Down
- 2012 – Cloud Atlas
- 2014 – Stonehearst Asylum
- 2018 – London Fields
- 2020 – Home Before Dark (TV-serie)
- 2024 – Apartment 7A
- 2025 – The Stolen Girl (TV-serie)